# Fachkraft Agrarservice
Fachkraft Agrarservice ist ein in Deutschland seit 2005 anerkannter Ausbildungsberuf nach dem Berufsbildungsgesetz, die das Berufsbild der Lohnunternehmer abdeckt. Eine Fachkraft Agrarservice erzeugt pflanzliche Produkte in der Landwirtschaft. Dazu bedient und führt sie landwirtschaftliche Maschinen, die sie auch pflegt und wartet.

## Ausbildung

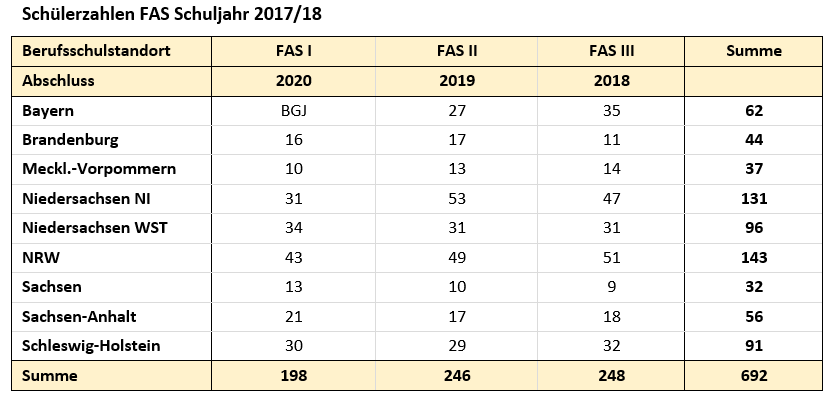
Schülerzahlen (2017).

Die Ausbildung dauert drei Jahre. Sie wird vom Bundesverband Lohnunternehmen, den Landwirtschaftskammern und den Bundesländern organisiert. Der praktische Teil wird meist in einem landwirtschaftlichen Lohnunternehmen und nur selten in größeren landwirtschaftlichen Betrieben und der theoretische in einer Berufsschule absolviert.
Während der Ausbildung wird das Führen, Einsetzen, Pflegen und Instandhalten von Maschinen und Geräten vermittelt, außerdem müssen sich die Lehrlinge ackerbauliche Kenntnisse, angefangen bei der Bodenbearbeitung über Aussaat, Düngung und Pflanzenschutz bis hin zur Ernte aneignen.
Im Jahr 2017 haben rund 270 Fachkräfte Agrarservice einen Abschluss erworben. Der Frauenanteil in der Ausbildung beträgt unter 2 %.

## Berufsprofil
Die Aufgaben von Fachkräften Agrarservice sind bei der Bewirtschaftung von Ackerland den Boden je nach Bodenart und Pflanzkulturen zu bearbeiten, das Saat- und Pflanzgut zu prüfen und mit Hilfe von Maschinen auszubringen, die Pflanzenkulturen zu düngen und mit Pflanzenschutzmitteln zu behandeln und auch Maßnahmen zur Landschaftspflege durchzuführen. Außerdem ernten Fachkräfte Agrarservice Pflanzen mit Hilfe von Erntemaschinen wie Mähdreschern oder Maishäckslern und transportieren das Erntegut. Ihre Hauptaufgabe ist dabei, landwirtschaftliche Maschinen zu bedienen und zu führen, wozu sie die Maschinen je nach Arbeitsauftrag und Wetterbedingungen einstellen und einrichten müssen. Die bei modernen Maschinen computergesteuerten Bordinstrumente müssen sie einstellen und die anfallenden Daten auswerten.
Da es insbesondere während des Winterhalbjahres wenige Arbeiten auf dem Ackerland zu erledigen gibt, gehört es auch zu ihren Aufgaben, die Agrartechnik zu pflegen, zu warten und in Stand zu halten. Sie sollen in der Lage sein, Fehler und Störungen zu erkennen und zu beseitigen. Während der Ausbildung sollen sie auch lernen, Reparaturen und Wartungsarbeiten durchzuführen.

## Fortbildungsstandorte

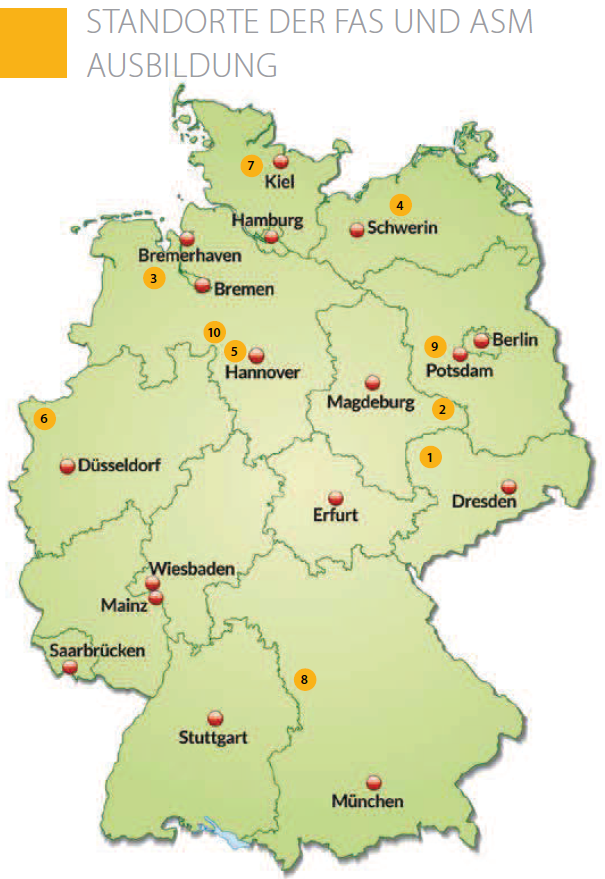
Aus- und Fortbildungsstandorte FAS und ASM

Der theoretische Unterricht wird an neun Berufsschulen angeboten.
1. Berufliches Schulzentrum Wurzen
2. Berufsbildende Schulen Wittenberg
3. BBS Ammerland
4. Berufliche Schule Güstrow
5. Justus-von-Liebig-Schule Hannover
6. Berufskolleg des Kreises Kleve
7. Landesberufsschule Rendsburg
8. Staatliches Berufliches Zentrum, Außenstelle Triesdorf
9. Oberstufenzentrum Werder
10. Ev. Heimvolkshochschule Loccum e. V.

## Fortbildungsmöglichkeiten
- Agrarservicemeister
- Landwirtschaftsmeister
- Techniker Fachrichtung Agrartechnik
- Agrarbetriebswirt